# Houdelaincourt
Houdelaincourt est une commune française située dans le département de la Meuse, en région Grand Est.

## Géographie
Le village se trouve dans la vallée de l'Ornain. Il est entouré de prairies.
| Saint-Joire | Delouze-Rosières | Delouze-Rosières |
| Bonnet      | Houdelaincourt   | Abainville       |
| Bonnet      | Abainville       | Abainville       |

### Hydrographie
La commune est dans la région hydrographique « la Seine de sa source au confluent de l'Oise (exclu) » au sein du bassin Seine-Normandie. Elle est drainée par l'Ornain, le ruisseau de Richecourt, l'embranchement d'Houdelaincourt, la Source de Presle, le Fossé 01 de la Côte Ployée, le ruisseau des Macheres, la rigole de Prise d'Eau d Houdelaincourt, le Vaux de Maix et l'Ornain,.
L'Ornain, d'une longueur de 116 km, prend sa source dans la commune de Grand et se jette  dans la Saulx à Étrepy, après avoir traversé 36 communes. Les caractéristiques hydrologiques de l'Ornain sont données par la station hydrologique située sur la commune de Saint-Joire. Le débit moyen mensuel est de 4,42 m3/s. Le débit moyen journalier maximum est de 45,4 m3/s, atteint lors de la crue du 2 février 2013. Le débit instantané maximal est quant à lui de 48,1 m3/s, atteint le même jour.

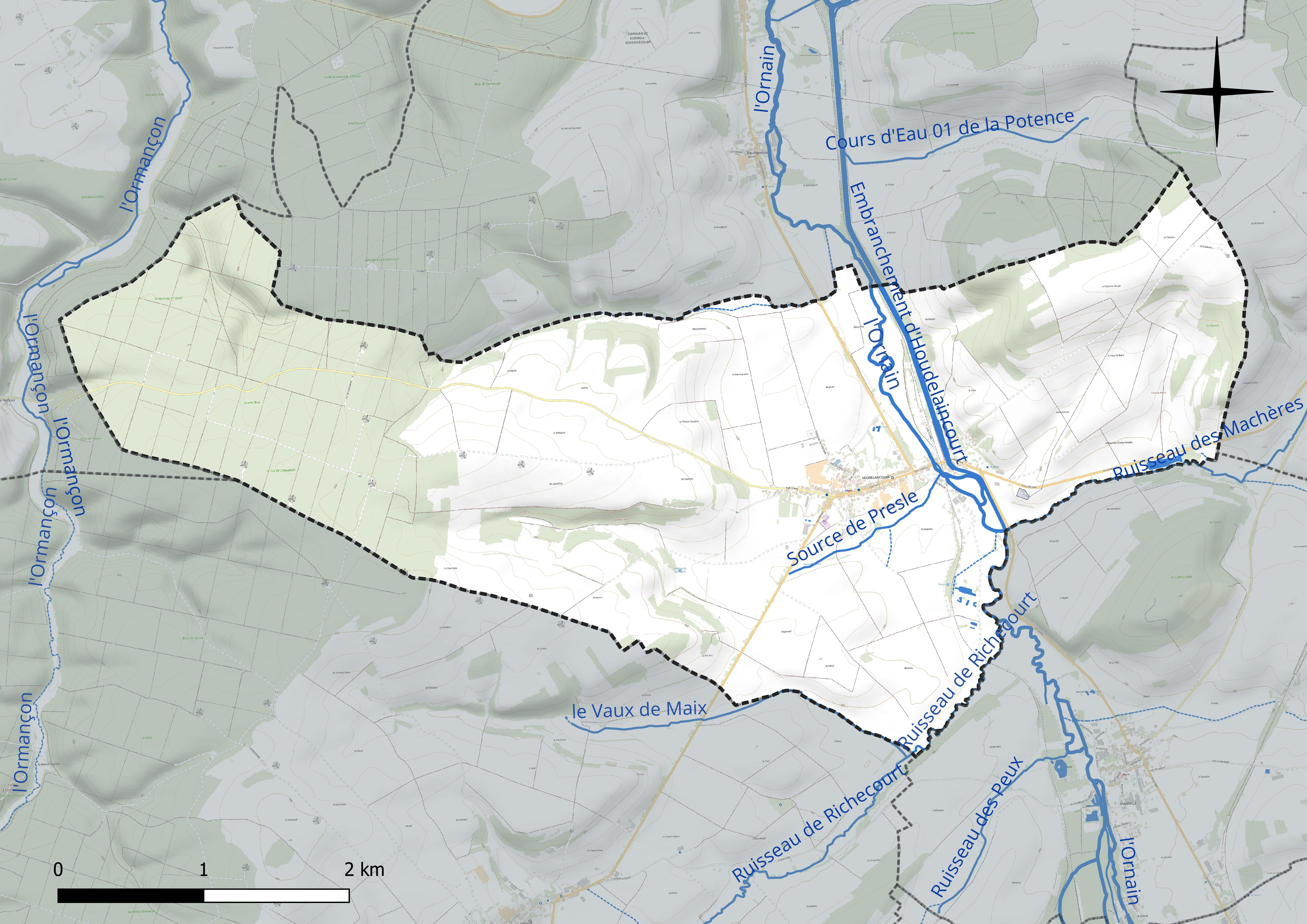
Réseau hydrographique d'Houdelaincourt.

### Climat
Pour des articles plus généraux, voir Climat du Grand Est et Climat de la Meuse.
En 2010, le climat de la commune est de type climat de montagne, selon une étude du Centre national de la recherche scientifique s'appuyant sur une série de données couvrant la période 1971-2000. En 2020, Météo-France publie une typologie des climats de la France métropolitaine dans laquelle la commune est exposée à un climat océanique altéré et est dans la région climatique  Lorraine, plateau de Langres, Morvan, caractérisée par un hiver rude (1,5 °C), des vents modérés et des brouillards fréquents en automne et hiver. 
Pour la période 1971-2000, la température annuelle moyenne est de 9,7 °C, avec une amplitude thermique annuelle de 16,3 °C. Le cumul annuel moyen de précipitations est de 1 042 mm, avec 13,7 jours de précipitations en janvier et 9,7 jours en juillet. Pour la période 1991-2020, la température moyenne annuelle observée sur la station météorologique de Météo-France la plus proche, « Cirfontaines_sapc », sur la commune de Cirfontaines-en-Ornois à 12 km à vol d'oiseau, est de 10,4 °C et le cumul annuel moyen de précipitations est de 904,1 mm. 
La température maximale relevée sur cette station est de 40 °C, atteinte le 12 août 2003 ; la température minimale est de −19,6 °C, atteinte le 6 février 1963,,. 
Les paramètres climatiques de la commune ont été estimés pour le milieu du siècle (2041-2070) selon différents scénarios d'émission de gaz à effet de serre à partir des nouvelles projections climatiques de référence DRIAS-2020. Ils sont consultables sur un site dédié publié par Météo-France en novembre 2022.

## Urbanisme

### Typologie
Au 1er janvier 2024, Houdelaincourt est catégorisée commune rurale à habitat dispersé, selon la nouvelle grille communale de densité à sept niveaux définie par l'Insee en 2022.
Elle est située hors unité urbaine et hors attraction des villes,.

### Occupation des sols
L'occupation des sols de la commune, telle qu'elle ressort de la base de données européenne d’occupation biophysique des sols Corine Land Cover (CLC), est marquée par l'importance des territoires agricoles (69,5 % en 2018), une proportion sensiblement équivalente à celle de 1990 (70 %). La répartition détaillée en 2018 est la suivante : 
terres arables (53,7 %), forêts (26,5 %), prairies (13 %), zones agricoles hétérogènes (2,8 %), zones urbanisées (2,2 %), milieux à végétation arbustive et/ou herbacée (1,8 %). L'évolution de l’occupation des sols de la commune et de ses infrastructures peut être observée sur les différentes représentations cartographiques du territoire : la carte de Cassini (XVIIIe siècle), la carte d'état-major (1820-1866) et les cartes ou photos aériennes de l'IGN pour la période actuelle (1950 à aujourd'hui).

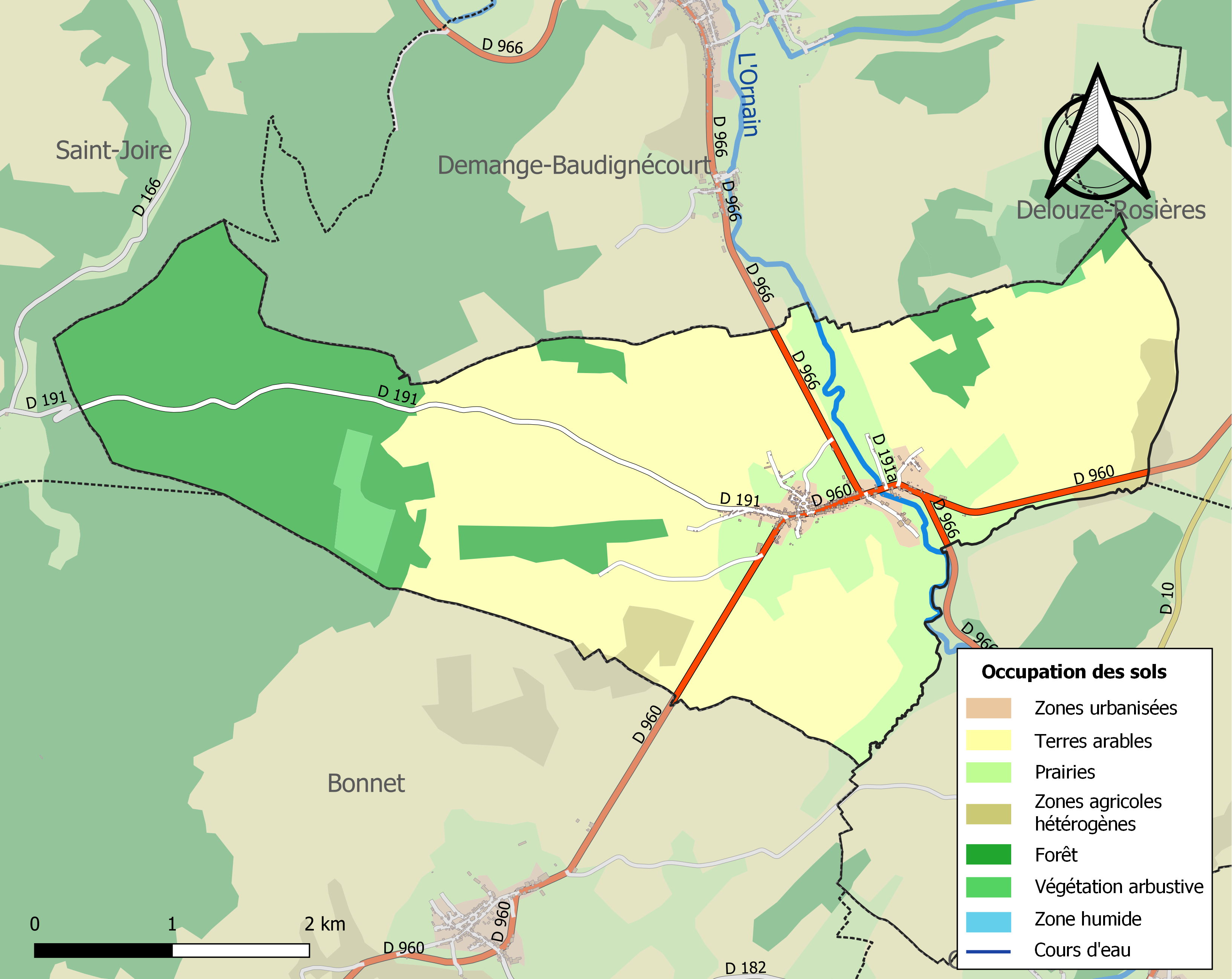
Carte des infrastructures et de l'occupation des sols de la commune en 2018 (CLC).

## Toponymie
La première mention du village, sous la forme de Hodelincourt, figure dans le diplôme de 982, établi par l'évêque saint Gérard, en faveur de l'abbaye Saint-Mansuy de Toul. Les documents postérieurs notent Houdelincourt (actes de 1286, 1327, 1460), Houdelaincuria (Regestrum Tullensis dioecesis beneficiorum, de 1402 ; pouillé de 1749), Houdelincour (cartes des états du duc de Lorraine, de 1700), Hodelaincuria (pouillé de 1711).

## Histoire
Jusqu'en 1790, la paroisse faisait partie du diocèse de Toul, de l'arrondissement de Ligny et du doyenné de Gondrecourt puis elle passa au diocèse de Verdun, archiprêtré de Commercy, doyenné de Gondrecourt.

## Politique et administration
| Période                                  | Période   | Identité                                 | Étiquette | Qualité |
| ---------------------------------------- | --------- | ---------------------------------------- | --------- | ------- |
| Les données manquantes sont à compléter. |           |                                          |           |         |
| mars 2001                                | mars 2014 | Robert Fernbach                          |           |         |
| mars 2014                                | En cours  | Rémy Bour Réélu pour le mandat 2020-2026 | SE        |         |

## Population et société

### Démographie
L'évolution du nombre d'habitants est connue à travers les recensements de la population effectués dans la commune depuis 1793. Pour les communes de moins de 10 000 habitants, une enquête de recensement portant sur toute la population est réalisée tous les cinq ans, les populations de référence des années intermédiaires étant quant à elles estimées par interpolation ou extrapolation. Pour la commune, le premier recensement exhaustif entrant dans le cadre du nouveau dispositif a été réalisé en 2008.

En 2022, la commune comptait 277 habitants, en évolution de −9,48 % par rapport à 2016 (Meuse : −4,4 %, France hors Mayotte : +2,11 %).
| 1793 | 1800 | 1806 | 1821 | 1831 | 1836 | 1841 | 1846 | 1851 |
| ---- | ---- | ---- | ---- | ---- | ---- | ---- | ---- | ---- |
| 450  | 412  | 532  | 525  | 567  | 516  | 519  | 537  | 569  |

| 1856 | 1861 | 1866 | 1872 | 1876 | 1881 | 1886 | 1891 | 1896 |
| ---- | ---- | ---- | ---- | ---- | ---- | ---- | ---- | ---- |
| 613  | 605  | 603  | 589  | 621  | 590  | 556  | 579  | 535  |

| 1901 | 1906 | 1911 | 1921 | 1926 | 1931 | 1936 | 1946 | 1954 |
| ---- | ---- | ---- | ---- | ---- | ---- | ---- | ---- | ---- |
| 504  | 486  | 505  | 458  | 404  | 397  | 385  | 388  | 386  |

| 1962 | 1968 | 1975 | 1982 | 1990 | 1999 | 2006 | 2008 | 2013 |
| ---- | ---- | ---- | ---- | ---- | ---- | ---- | ---- | ---- |
| 441  | 432  | 395  | 370  | 358  | 346  | 358  | 362  | 326  |

| 2018 | 2022 | - | - | - | - | - | - | - |
| ---- | ---- | - | - | - | - | - | - | - |
| 291  | 277  | - | - | - | - | - | - | - |

## Culture locale et patrimoine

### Lieux et monuments

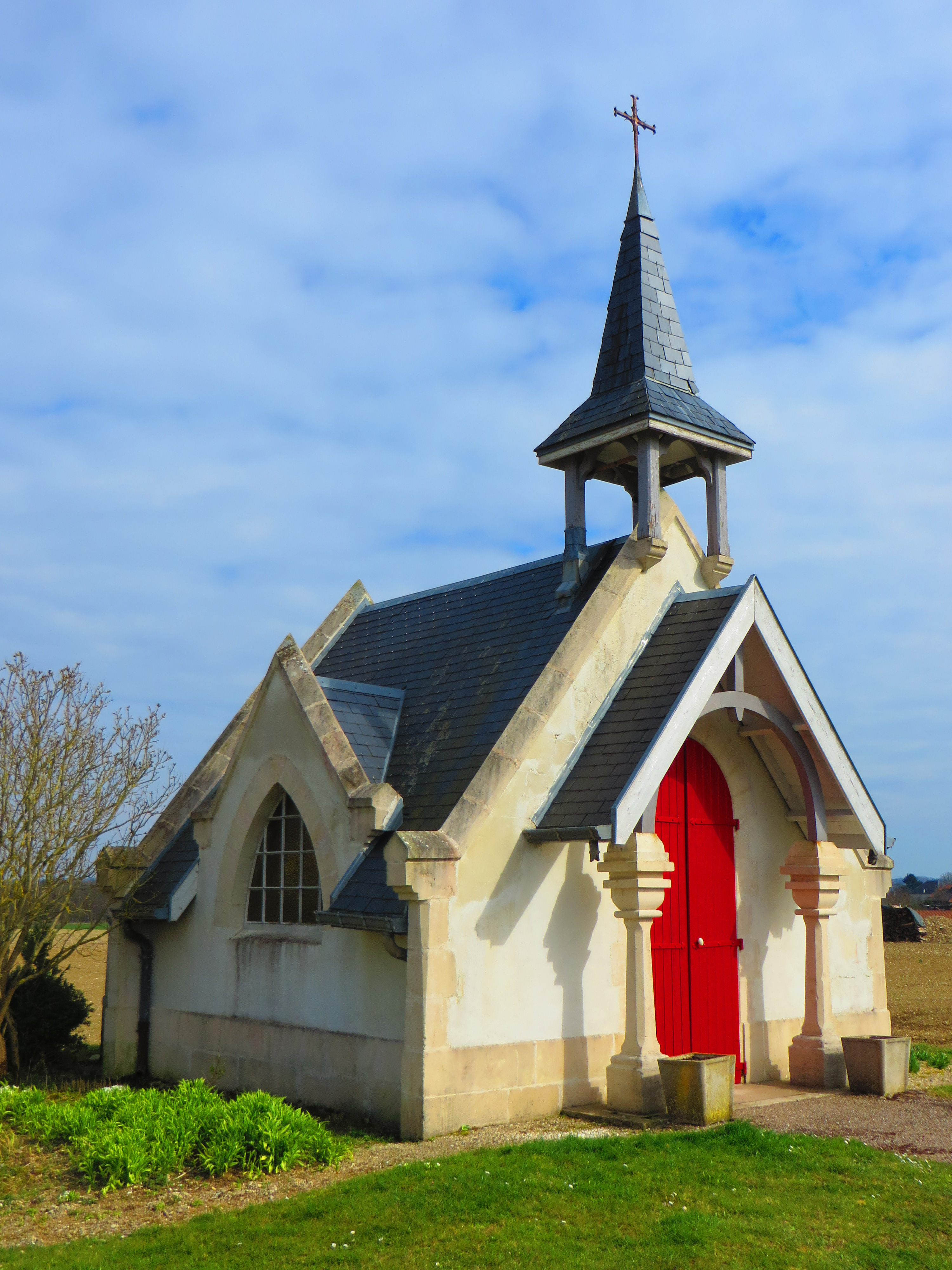
Chapelle Notre-Dame-de-la-Consolation.

- Église Saint-Pierre-ès-Liens XVIe siècle, remplace un premier édifice du XIIIe siècle
- Chapelle Notre-Dame-de-la-Consolation, construite en 1921.
- Fontaine-lavoir de style gallo-romain, à plan semi-circulaire, construite entre 1848 et 1851 par Lerouge, architecte à Commercy objet d'un classement au titre des monuments historiques depuis 1988[23]. La frise qui surplombe la colonnade porte une inscription en latin : HIC NIMPHÆ AGRESTES EFFUNDITE CIVIBUS URNAS., ce qui signifie « Ici, nymphes champêtres, déversez généreusement vos urnes pour les citoyens ».

### Personnalités liées à la commune
- Aline Simonne Noro (Line Noro), actrice, née le 22 février 1900 à Houdelaincourt et décédée le 4 novembre 1985 à Paris.

### Héraldique
| Blason de Houdelaincourt | Blason  | Coupé voûté: au 1er de gueules à deux clés d'or passées en sautoir, liées par une chaîne du même, accostées par deux croisettes d'argent, au 2e d'or à la poule d'eau essorant de sable, allumée d'or, becquée et membrée de gueules. |
| Blason de Houdelaincourt | Détails | Création de R.A Louis avec les conseils de la Commission Héraldique de l'UCGL. Adopté par la commune en juin 2011. |